# Hyalodictyon platyrhinum
Hyalodictyon platyrhinum är en insektsart som först beskrevs av Walker 1851.  Hyalodictyon platyrhinum ingår i släktet Hyalodictyon och familjen Dictyopharidae. Inga underarter finns listade i Catalogue of Life.